# Getalbegrip
Getalbegrip is het vermogen om de waarde van getallen en hun onderlinge relaties te begrijpen.

## Algemeen
Getallen, of cijfers, spelen een belangrijke rol in het dagelijks leven. We treffen getallen in allerlei vormen aan, in winkels (in de vorm de prijs van artikelen), bus- en treinstations, verkeersborden, thermometers, horloges, kalenders, enz.. Begrip van getallen komt in alle culturen en bevolkingsgroepen voor, variërend van kinderen tot ouden van dagen en van ongeschoolden tot wiskunde ‘knobbels’. Bij mensen met dyscalculie (of acalculie) ontbreekt het begrip van getallen. Bij rekenen worden bewerkingen op getallen uitgevoerd. Hoofdrekenen is het vermogen berekeningen zonder rekenmachine uit te voeren, en kreeg vroeger veel aandacht in het basisonderwijs.

## Numerieke cognitie
Het onderzoek naar numerieke cognitie omvat een interdisciplinair veld van onderzoek binnen de cognitiewetenschap dat de cognitieve en neurale basis onderzoekt van getallen en wiskunde.. Zij onderzoekt vragen als:
- Hoe herkennen dieren getallen of aantallen?
- Hoe verwerven kinderen begrip van getallen en leren zij rekenen?
- Zijn er gebieden en mechanismen in de hersenen met een specifieke rol bij het begrijpen en verwerken van getallen en wiskundige begrippen?[3][4]

## Getallen en cultuur
In bepaalde beschavingen bestaat geen behoefte aan het gebruik van grote getallen. Daarbij worden soms lichaamsdelen zoals vingers of tenen, of veelvouden hiervan, gebruikt om aantallen bij te houden. ‘Hand’ is bijvoorbeeld het getal 5, ‘twee handen’ het getal 10 , en ‘mens’ het getal 20. De Europese cultuur kent het 10-tallig (decimaal) stelsel. Andere culturen hebben een 20-tallig stelsel. Sporen hiervan komen we ook nog in de Franse taal tegen, waarbij 70 zestig plus 10 (soixante-dix) is, en 80 vier maal twintig (quatre-vingts). Mogelijk is binnen de loop van de evolutie de representatie van getallen ontstaan uit de representaties van eigen lichaam en vingers. Bij bepaald hersenletsel gaat acalculie samen met vingeragnosie: het niet herkennen en benoemen van de eigen vingers bij aanraking daarvan.

## Cijfers en getallen
Ons tientallig getallenstelsel is in de dertiende eeuw in Europa door Arabische handelslieden ingevoerd. De plaats van een cijfer in een cijferreeks bepaalt in dit systeem of het gaat om eenheden, tientallen of honderdtallen, zoals het cijfer 1 in: 21, 18 en 176.
- Betekenis van getallen

Getallen zijn abstracties. Het getal drie legt bijvoorbeeld een verband tussen drie vingers, drie appels of drie gedachten. Het kan worden weergegeven als het cijfer ‘3’, het woord ‘drie’, of symbolen als ‘III’ en ‘drie vingers’. Hele getallen of integers maken deel uit van een verzameling (bijvoorbeeld: een verzameling van vier bloemen), en meerdere verzamelingen kunnen weer met getallen worden samengevoegd. Tellen wil zeggen dat getallen een voor een in een bepaalde verzameling worden geplaatst, bijvoorbeeld ik tel: ‘een’, ‘twee’, ‘drie’, ‘vier, ‘vijf’ appels! Getallen kunnen worden opgevat als numerositeit of als grootte. Numerositeit (Engels: numerosity) is het precieze aantal. Grootte (Engels: magnitude) is een analoog begrip met een continue dimensie waarvan de waarden niet exact geteld kunnen worden. Het vergelijken van de grootte van twee getallen lijkt op het vergelijken van twee gewichten of lijnlengtes, en geeft een geschatte afmeting.

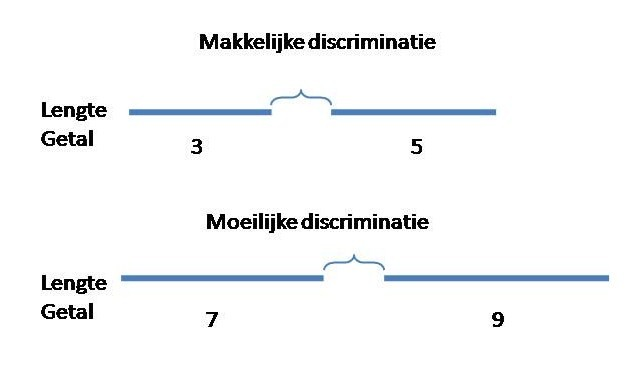
Wat is langer of groter? Illustratie van het grootte-effect in getalverwerking

- Getalrepresentaties en getalgrootte

Als men moet aangeven welke van twee getallen groter is, blijkt dat sneller te gaan als de getallen ver uit elkaar liggen (2 en 9) dan wanneer zij dicht bij elkaar liggen (8 en 9). Dit noemt men het afstandseffect. Het effect wijst erop dat in interne representatie van getallen gebaseerd is op de grootte van het getal en niet zozeer de relatieve positie of rangorde. Verder blijkt dat mensen sneller kunnen aangeven wat het grootste getal is bij kleine getallen (zoals 3 en 5), dan bij grote getallen (zoals 7 en 9) bij gelijke numerieke afstand. Dit noemt men het grootte-effect. Kennelijk worden getallen in het brein behandeld als fysische grootheden, zoals bijvoorbeeld de lengte van lijnstukken. Ook daarbij zijn verschillen moeilijker vast te stellen als het lijnstuk langer is.
- De betekenis van getallen wordt automatisch herkend

De betekenis van getallen wordt doorgaans snel herkend: wij weten zonder er bij na te denken dat het getal 7 meer dan 6 en minder dan 8 is. Of herkennen van getallen automatisch plaatsvindt, is onder meer onderzocht door mensen te vragen welk van twee cijfers fysisch gezien groter is. Soms was daarbij een conflict (of incongruentie) tussen de numerieke grootte en fysische grootte van de cijfers (zoals bij de cijfers 2 (groot) en 9). In dat geval duurde de reactie langer dan bij cijfers waarbij geen conflict bestond (bijvoorbeeld: 2 en 9 (groot)). Kennelijk trekt de betekenis van het getal automatisch de aandacht, en interfereert dan met de fysische beoordelingstaak. Ook het vermogen om het aantal objecten in kleine verzamelingen (bijvoorbeeld stippenpatronen) te kunnen herkennen, lijkt automatisch te gebeuren. Dit staat bekend als subitizing, een begrip dat in 1949 door Kaufman is geïntroduceerd.

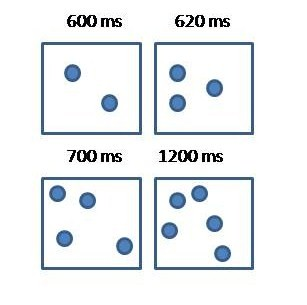
Subitizing: het snel herkennen van kleine aantallen. Bij meer dan 4 objecten neemt de reactietijd drastisch toe

Subitizing is het snel en accuraat kunnen herkennen van het aantal van een kleine hoeveelheid van (4 tot 5) objecten. Het is afgeleid van het Latijnse subitus, dat 'snel' betekent. Bij meer dan 4 objecten neemt de tijd die nodig is voor het schatten van het aantal objecten drastisch toe.

## Getalbegrip bij dieren
Ook bij dieren komt getalbegrip in de vorm van numerositeit voor. Een rat kan bijvoorbeeld geleerd worden om voedsel te verkrijgen door een aantal malen op een knop te drukken, zoals 8 of 16 keer. Het aantal keren dat de rat op de knop drukt, zal dan een normaalverdeling benaderen met als piek (gemiddelde) 8 of 16 drukken op de knop. Dit aantal is gelijk voor doorvoede en hongerige ratten, maar omdat hongerige ratten met een hogere frequentie op de knop drukken wordt bij hen het voedsel ook sneller verkregen. Ook bij dieren die in het wild leven komt numerositeit voor. Zo zijn leeuwen in de Afrikaanse steppe aan de hand van het geluid dat andere leeuwen produceren in staat te bepalen hoeveel dieren zich in een groep bevinden. Aan de hand daarvan weet een groep leeuwinnen of een andere groep hen in aantal overtreft of niet.
Resusapen kunnen in het laboratorium worden geleerd ordinale relaties te herkennen, en plaatjes met afbeeldingen van verschillende aantallen geometrische patronen (bijv 1 bal, 2 sterren, 3 kruisen etc.) in een specifieke volgorde aan te wijzen. De grootte van patronen heeft daarbij geen invloed op hun keuze.

## Getalbegrip bij kinderen
Jonge kinderen vanaf 2 jaar kan geleerd worden uit twee groepen voorwerpen (bijvoorbeeld blokken) steeds de grootste groep te kiezen, onafhankelijk van de grootte van de getoonde voorwerpen. Dit vermogen tot kunnen vaststellen van ‘meer of minder’ gaat tot een aantal van 5. Uit ander onderzoek blijkt dat kinderen snel verveeld raken als ze naar een serie plaatjes kijken met daarop steeds een vast aantal voorwerpen (2 ballen, 2 katten, 2 schoenen etc.). Dit uit zich in habituatie: een verkorting van de tijd dat naar de voorwerpen wordt gekeken. Als echter de vaste reeks wordt onderbroken door een nieuw plaatje met ander aantal objecten (bijvoorbeeld 3 honden) treedt er dishabituatie op:het plaatje wordt langer gefixeerd. Dit gebeurt niet bij een nieuw plaatje met hetzelfde oude aantal (bijvoorbeeld 2 honden). Mogelijk is het vermogen van jonge kinderen om kleine aantallen te kunnen schatten ook gebaseerd op het hiervoor geschetste principe van subitizing.

## Getalbegrip en hersenen
Er zijn aanwijzingen dat een gebied in de pariëtale schors, de zogeheten sulcus intraparietalis een specifieke rol vervult bij getalsverwerking. Uit fMRI-onderzoek bleek dit gebied namelijk sterker actief te zijn in taken waarbij men cijfers moest vergelijken of daarmee moest rekenen, vergeleken met alleen cijfers lezen. Dit effect trad op bij zowel cijferaanduidingen (‘4’) als bij woordaanduidingen (‘vier’) van cijfers.

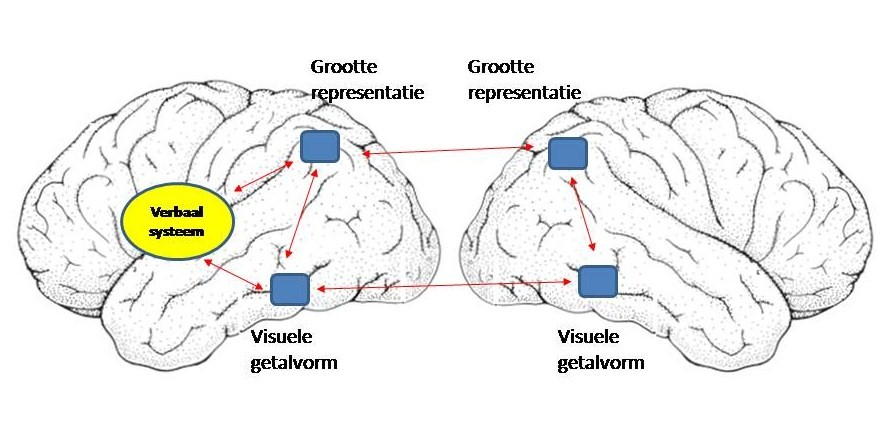
Het triple-code model van Dehaene. Aangegeven zijn de gebieden in de linker- en rechterhersenhelft die betrokken zijn bij numerieke verwerking

Volgens Stanislas Dehaene bestaat er bij numerieke verwerking een verschil tussen linker- en rechterhersenhelft. Beide hersenhelften zijn in staat zijn tot globale schattingen van getalgrootte, maar alleen de linkerhersenhelft kan de exacte grootte vaststellen. Zo bleken bijvoorbeeld acalculiepatiënten met letsel in de linkerhersenhelft nog wel in staat om grove berekeningen uit te voeren. De patiënt wist bijvoorbeeld direct dat 2+2 =9 fout was, maar vond 2+2=5 goed. Ook bleken de schattingen minder nauwkeurig bij grotere getallen. De grotere nauwkeurigheid van het systeem in de linkerhersenhelft is volgens Dehaene een gevolg van het feit dat de linkerhersenhelft toegang heeft tot het taalsysteem. In het model van Dehaene (zie verder) zijn er ook geen aparte gebieden in de hersenen voor verschillende rekenkundige bewerkingen (+, -, x, /). Een ander meer cognitief georiënteerd model van getalsverwerking is afkomstig van McCloskey. Dit model veronderstelt wél aparte systemen en opslagplaatsen voor rekenkundige bewerkingen. Een tweede verschil tussen dit model en dat van Dehaene is dat getalgrootte in eenheden van het 10-tallig stelsel is gerepresenteerd.
- Triple-codes model

In het triple-codes model ('drievoudigecodemodel') van Dehaene zijn twee gebieden in de linker- en rechterhelft betrokken bij verwerking van getallen. Dit is een gebied in de pariëtale schors (de sulcus intraparietalis) waar getalgrootte analoog wordt verwerkt, en een gebied in de temporale schors (de gyrus fusiformis) waar de visuele cijfervorm (het cijferbeeld dus, bijvoorbeeld ‘13’) wordt verwerkt. Samen zorgen deze gebieden voor een globale verwerking van getallen. In de pariëtale kwab is getalgrootte in analoge (continue) vorm weergeven op een gecomprimeerde logaritmische schaal, waardoor grote cijfers moeilijker uit elkaar te houden zijn. Dit wordt ook wel de ‘mentale getallenlijn’ genoemd. Dit systeem is ook verantwoordelijk voor een berekening als aftrekken.
Daarnaast bestaat er in de linkerhersenhelft (in de gyrus angularis) een systeem dat verantwoordelijk is voor precieze berekeningen in verbale vorm (‘dertien’). Dit systeem wordt o.a. gebruikt voor berekeningen als optellen en vermenigvuldigen. Er zijn dus in totaal drie codes voor de representatie van getallen: een visuele code voor Arabische cijfers, een analoge code voor getalgrootte en een auditief-verbale code. De rol van het werkgeheugen bij rekenenoperaties blijft in het model van Dehaene onduidelijk, hoewel anderen menen dat zijn model goed te verenigen is met het model van werkgeheugen van Baddeley en Hitch.
- Het SNARC-effect

Het SNARC-effect (Spatial Numerical Association of Response Codes) bevestigt de speciale rol van de pariëtale schors bij numeriek verwerking. Als mensen gevraagd wordt getallen te beoordelen (bijvoorbeeld is een getal even of oneven) dan blijkt dat zij bij kleine getallen sneller met de linkerhand en bij grote getallen sneller met de rechterhand reageren. Dit effect treedt ook op bij gekruiste handen, wat erop wijst dat de representatie van cijfers in de pariëtale schors een sterk ruimtelijk karakter heeft: het is alsof de mentale getallenlijn van links naar rechts loopt.